# Никола Зега
Никола Зега (Ново Село, 5. децембар 1863 — Београд, 2. септембар 1940) био је српски сликар и етнолог. Од 1925. до 1927. био је управник Етнографског музеја у Београду.

## Порекло и породица
Никола Зега је рођен у данашњем Банатском Новом Селу од оца Константина Стефана Зеге и мајке Јелене, девојачко Србинац из Врањева у Банату. Чланови породице Зега почели су да славе славу Св. Стевана од 1858. године, коју је „увела” мајка Николе Зеге - Јелена Србинац.
Зеге су биле Цинцарског порекла и важиле су за веома богату и имућну трговачку породицу која се из Влахоклисуре населила у Банатско Ново Село 1782. године, и која је дала велики број знаменитих људи.
Николин предак Јован Зега био је велики добротвор Новог Села у време велике глади која је владала 1814. године, када је свакодневно пекао и делио хлебове за сиромашне сељане, помагао многим мештанима али и самој општини како би унапредила услове заједничког живота. Бесплатно је давао сељацима семе житарица и кукуруза да засеју њиве и исхране укућане.
Николин отац Константин, био је први председник Српске црквене општине, а по деоби Српске и Румунске православне цркве у селу 1875. године (које су до тада биле у заједничком храму подигнутом у периоду 1805 – 1809), и од када Срби себи граде нови храм 1877. године. Николин рођени брат Александар (рођен 1860. године), доктор филозофије, био је један од оснивача Српског хемијског друштва, управник Државне хемијске лабораторије, аутор научних радова, покретач и оснивач многих спортских клубова. Николин стриц, Михајло Зега (рођен 1833), учесник је устанка Херцеговаца и Црногораца против Турака 1862. године, као јунак опеван је у песми Вука Стефановића Караџића, „Бојеви Црногораца и Херцеговаца са Турцима године 1862“, а на крају је био и сердар кнезу (касније краљу) Николи Петровићу на Цетињу. Други стриц, Никола Стефана Зега (рођен 1837), био је један од десет оснивача Српског црквеног певачког друштва у селу (основано 1866), а као ватрени поборник ослобођења свих српских земаља прикупљао је по Војводини добровољце, са којима је учествовао у Првом српско-турском рату (1876-1878). Као пешадијски потпоручник, заједно са четом својих добровољаца, Никола Стефана Зега међу првима улази и ослобађа Врање.

## Одрастање и образовање
Основну школу Никола Зега завршава у Банатском Новом Селу, а гимназију је похађао у Бечу до 1878. године, када се због прелома ноге, као и због тешке материјалне ситуације у којој се нашла породица, поново враћа у родни крај. Након опоравка 1881. године похађао је трговачку школу у Пешти, да би прешао у Београд, где је код Стевана Тодоровића учио сликање.
Као један од највреднијих Тодоровићевих ученика, у жељи да још више усаврши цртање и сликање, Никола Зега 1887. године одлази у Минхен, где уписује уметничку школу Лудвига Шмита, коју завршава 1889. године. 

## Каријера
Након повратка у Србију добија посао привременог учитеља цртања III класе у Чачку, у Нижој гимназији. У овом граду колеге су му Сима Тројановић (први управник Етнографског музеја у Београду) и филозоф Божидар Кнежевић. Никола Зега се још спријатељио са Фердинандом, односно Стеваном Креном, чачанским индустријалцем, власником пиваре и хотела, са којим се на крају и окумио. У Чачку је живео са супругом Маријом, девојачко Хофман (рођена 1863. у Ротенбургу), са којом није имао деце. Након кратког боравка у Минхену где је наставио усавршавање Никола Зега је школске 1900/1. године постављен за наставника цртања и лепог писања у ваљевској гимназији. За време свог службовања у Ваљеву остало је забележено да је 19. марта 1901. године приредио изложбу својих слика и то је била прва ликовна изложба у Ваљеву за коју се зна.
Из Ваљева је одлуком Министарства просвете и црквених послова крајем 1901. године премештен у Београд за учитеља цртања у Првој беoградској гимназији, односно у Гимназији краља Александра I. Истовремено, Никола ради и као илустратор-кустос и у новооснованом Етнографском музеју. За време Првог светског рата био је заробљен, интерниран у Аустрију, из које се враћа у Београд 1918. године, када почиње да ради у Етнографском музеју као кустос. Одласком др Симе Тројановића за редовног професора етнографије на факултету у Скопљу, место управника било је упражњено и заузеће га Никола Зега, и то најпре као вршилац дужности. Дао је велики допринос припремама и учешћу Етнографског музеја на светским изложбама у Паризу (1900) и Петрограду (1902). Допринео је обележавању стогодишњице Првог српског устанка (1904), као и на враћању опљачканих експоната Етнографског музеја у току Првог светског рата из Загреба и Пеште. И сам стан Николе Зеге је у току рата опљачкан и из кога је нестала богата библиотека, вредне уметничке и личне ствари, нумизматичка збирка, акварели… 

## Управник Етнографског музеја
Указом краља Александра I Карађорђевића, Никола Зега од 27. септембра 1925.  постаје  управник Етнографског музеја у Београду. На месту управника остаје све до 1927. године када се пензионише.

## Дело
Никола Зега је у току свог живота направио око хиљаду акварела и цртежа. Радећи на развијању етнолошке науке, објавио је велики број текстова и стручних радова. Његов допринос је и у изради Народне енциклопедије српско-хрватско-словеначке, аутора Станоја Станојевића, а која је изашла из штампе 1925. године. Радећи као кустос Етнографског музеја од 1901. до 1911. године, приликом теренских етнографских истраживања и прикупљања материјала, носећи са собом фотоапарат (Никола је 1910. усавршавао фотографско умеће у Берлину), снимио је на простору бивше Краљевине Југославије многобројне фотографије изузетне документарне вредности. У архиви Етнографског музеја у Београду чува се 811 Зегиних снимака – негатива.
Због свог рада на унапређењу Етнографског музеја и етнографије уопште, Никола Зега је 1924. године изабран за дописног члана Verein fur volkskunde у Бечу (бечког удружења за етнологију), у Србији је одликован орденом Светог Саве IV и III степена, добио је неколико златних и сребрних медаља за учествовање на изложбама и одликован је румунском круном IV степена.